# Раде Јовчевски
Раде Јовчевски Корчагин (Скопље, 14. август 1919 — Скопље, 20. фебруар 1943), учесник Народноослободилачке борбе и народни херој Југославије.

## Биографија
Рођен је 14. августа 1919. године у Скопљу, у занатлијској породици. После завршене основне школе и два разреда гимназије, изучио је кожарски занат. Похађао је трговачку школу, а 1937. године отишао је у Београд, где се запослио код крзнара. У Београд је дошао већ политички-револуционарно опредељен, због чега је укључен у београдски синдикални покрет. Године 1938. изабран је за секретара секције кожарских радника, а следеће године постао је члан Комунистичке партије Југославије. Полиција је ускоро запазила његову делатност. Да би га онемогућили у даљем деловању против монархије, стражарно су га протерали из Београда и спровели у Скопље.
Поред тога, Раде је наставио револуционарни рад и у Скопљу, где је постао врло познати синдикални функционер. Искуство стечено у Београду користио је за успешно организовање штрајкова и демонстрација. У току 1940. године постао је професионални синдикално-партијски радник. Исте године полиција је почела да га прогони, али осим њега и чланове УРСС-а. Раде се вратио у Београд, али је тамошња полиција већ поседовала папире о његовој противдржавној активности. У Београду је ухапшен и у затвору Главњача стављен на тешке физичке муке. После изласка из затвора, често је путовао на релацији Београд-Скопље у сврху извршавања задатака.
После окупације, у току лета 1941. године, Раде је био један од организатора и учесника у Првом скопском партизанском одреду. Од тада је постао познат под партизанском имену Корчагин. Окупациони бугарски војни суд у Скопљу осудио га је у одсуству, а полиција је за њим расписивала потернице са новчаним наградама. Полиција је након дугог трагања коначно успела да га опколи у близини манастира Побожје. Када су му се полицајци довољно приближили, бацио је бомбу на њих и успео да се пробије.
У јануару 1943. године налазио се у здруженом одреду македонских и косовских партизана. У једној борби у којој је погинуо његов добар друг Александар Урдаревски, једна група партизана се одвојила од одреда и сишла са планине. Раде је дошао у Скопље да ухвати везу, али је био праћен од бугарашких сарадника окупационе полиције и опкољен од бугарских полицајаца у првој кући у коју је свратио. Покушао је да се извуче из обруча прескочивши ограду, али је том приликом био тешко рањен и пао је на улици. Један бугарски полицајац му се приближио и усмртио га хицем из пиштоља.
Указом председника Федеративне Народне Републике Југославије Јосипа Броза Тита, 8. октобра 1953. године, проглашен је за народног хероја.